# Elia Kazan Outsider
Pour plus de détails, voir Fiche technique et Distribution.
Elia Kazan Outsider est un documentaire français de 1982 d'Annie Tresgot et Michel Ciment sur le cinéaste américain Elia Kazan.

## Synopsis
Dans sa propriété du Connecticut, Elia Kazan évoque ses débuts d’acteur à Hollywood. Puis, lors d’une promenade en forêt, il parle de sa Turquie natale et America, America nous revient en mémoire. D’autres moments de l’histoire personnelle du cinéaste sont évoqués : sa vie d’immigré, ses débuts au Group Theatre, son travail à l’Actors Studio, ses rencontres, ses projets. Elia Kazan Outsider est le portrait sensible d’un cinéaste qui aura marqué l’histoire du cinéma en général et celle de l’Actors Studio en particulier.

## Fiche technique
- Réalisation : Annie Tresgot
- Interview : Michel Ciment
- Production : Argos Films.
- Photographie : Michel Brault
- Son : Dominique Chartrand
- Montage : François Ceppi
- Musique : Leonard Rosenman.
- Format : Couleurs - 1,66:1 - 35 mm
- Durée : 56 min.
- Dates de sortie : France : 15 septembre 1982
- Tous publics

## Distribution
- Elia Kazan
- Robert De Niro
- Michel Ciment
- Tommy Bull

## Autour du film
Michel Ciment, inépuisable défricheur, a très tôt défendu l’œuvre de Kazan, notamment à travers les pages de Positif. Il a par ailleurs signé en 1973 un livre d’entretiens fondateur avec l’auteur de Sur les quais : Kazan par Kazan.